# 아미노기 전이반응

아미노산과 α-케토산 사이의 아미노기 전이반응

아미노기 전이반응(영어: transamination)은 아미노기를 케토산으로 전달하여 새로운 아미노산을 생성하는 화학 반응이다. 이 경로는 대부분의 아미노산들의 탈아미노화를 담당한다. 아미노기 전이반응은 필수 아미노산을 비필수 아미노산(생물체에 의해 신생합성될 수 있는 아미노산)으로 전환시키는 주요 분해 경로 중 하나이다.
생화학에서 아미노기 전이반응은 트랜스아미네이스 또는 아미노트랜스퍼레이스에 의해 수행된다. α-케토글루타르산은 아미노기 수용체로 작용하고 새로운 아미노산인 글루탐산을 생성한다.
아미노산 + α-케토글루타르산 ⇄ α-케토산 + 글루탐산
글루탐산의 아미노기는 두 번째 아미노기 전이반응에서 옥살아세트산으로 전달되어 아스파르트산을 생성한다.
글루탐산   옥살아세트산 ⇄ α-케토글루타르산 + 아스파르트산

## 같이 보기
- 아미노산
- 아미노트랜스퍼레이스